# Contratorpedeiro

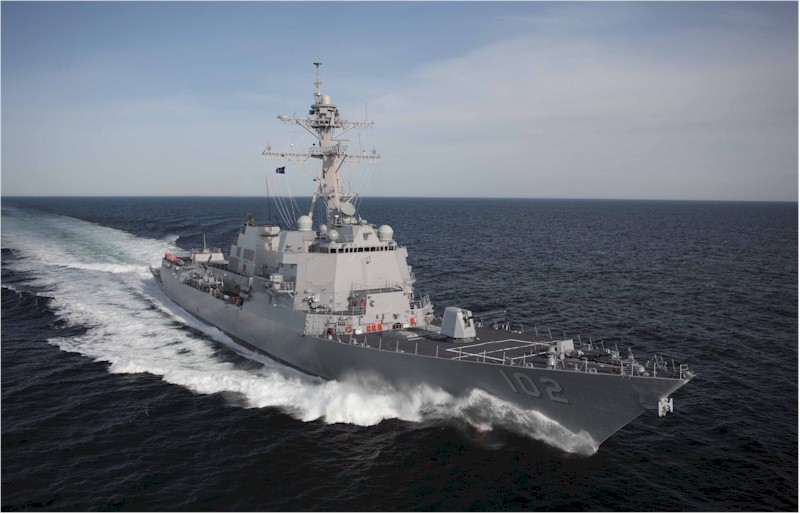
Moderno contratorpedeiro norte-americano da classe Arleigh Burke: USS Sampson.

Um contratorpedeiro, também referido como destroyer (aport.: destróier), é um tipo de navio de guerra, rápido e manobrável, concebido para escoltar navios maiores numa esquadra naval ou comboio de navios e defendê-los contra agressores menores, mas perigosos. Como a sua designação indica, a missão inicial dos contratorpedeiros era a defesa contra torpedeiros, mas atualmente sua missão passou a ser, sobretudo, a defesa contra submarinos e aeronaves.
Até depois da Primeira Guerra Mundial, os contratorpedeiros eram embarcações ligeiras, sem autonomia para operações oceânicas independentes. Para realizarem operações oceânicas, os contratorpedeiros tinham que se agrupar em flotilhas, apoiadas por navios de apoio logístico. Pouco antes da Segunda Guerra Mundial, começaram a ser desenvolvidos contratorpedeiros maiores e mais poderosos, capazes de operarem de forma independente. Os contratorpedeiros tornaram-se cada vez mais poderosos, começando a substituir os cruzadores como principais navios de combate de superfície, à medida que aquele tipo de navio deixou de ser usado pela maioria das marinhas, nas décadas de 1950 e de 1960.
Desde 1970 até hoje, os contratorpedeiros são os maiores navios de combate de superfície da maioria das marinhas do mundo, já que apenas quatro nações (Estados Unidos, Rússia, França e Peru) ainda operam o tipo mais pesado dos cruzadores e já nenhuma opera couraçados. Os modernos contratorpedeiros de mísseis guiados são equivalentes em deslocamento, mas muito superiores em termos de poder de fogo e outras capacidades, aos cruzadores da Segunda Guerra Mundial.

## Etimologia
Internacionalmente, os contratorpedeiros, são, frequentemente, referidos pelo termo em inglês "destroyer". Esse termo é, ocasionalmente, adaptado para "destróier", na língua portuguesa. Por sua vez, o termo "destroyer" tem origem, por um lado, na tradução para inglês do nome de batismo do primeiro contratorpedeiro do mundo, o espanhol Destructor e, por outro lado, na abreviação de torpedo-boat destroyer (destruidor de navios-torpedeiros), a designação original britânica daquele tipo de navios. Conforme a língua e o país, este tipo de navio é classificado, oficialmente, de contratorpedeiro (francês: contre-torpiller  e grego: antitorpiliko), caçatorpedeiro (italiano: cacciatorpediniere e neerlandês: Torpedobootjager), destruidor (espanhol: destructor e alemão: Zerstörer) ou caçador (sueco: jagare e norueguês: jager).

## Primórdios

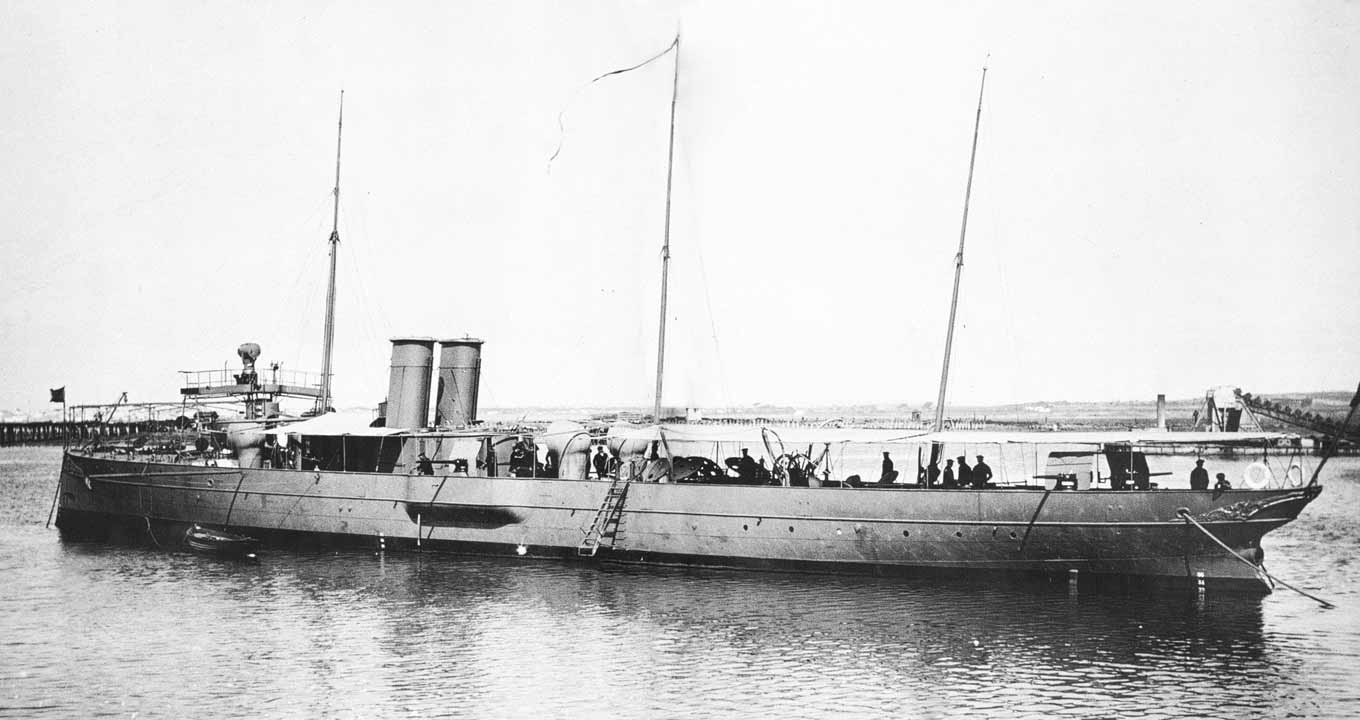
Contratorpedeiro espanhol Destructor - 1886.

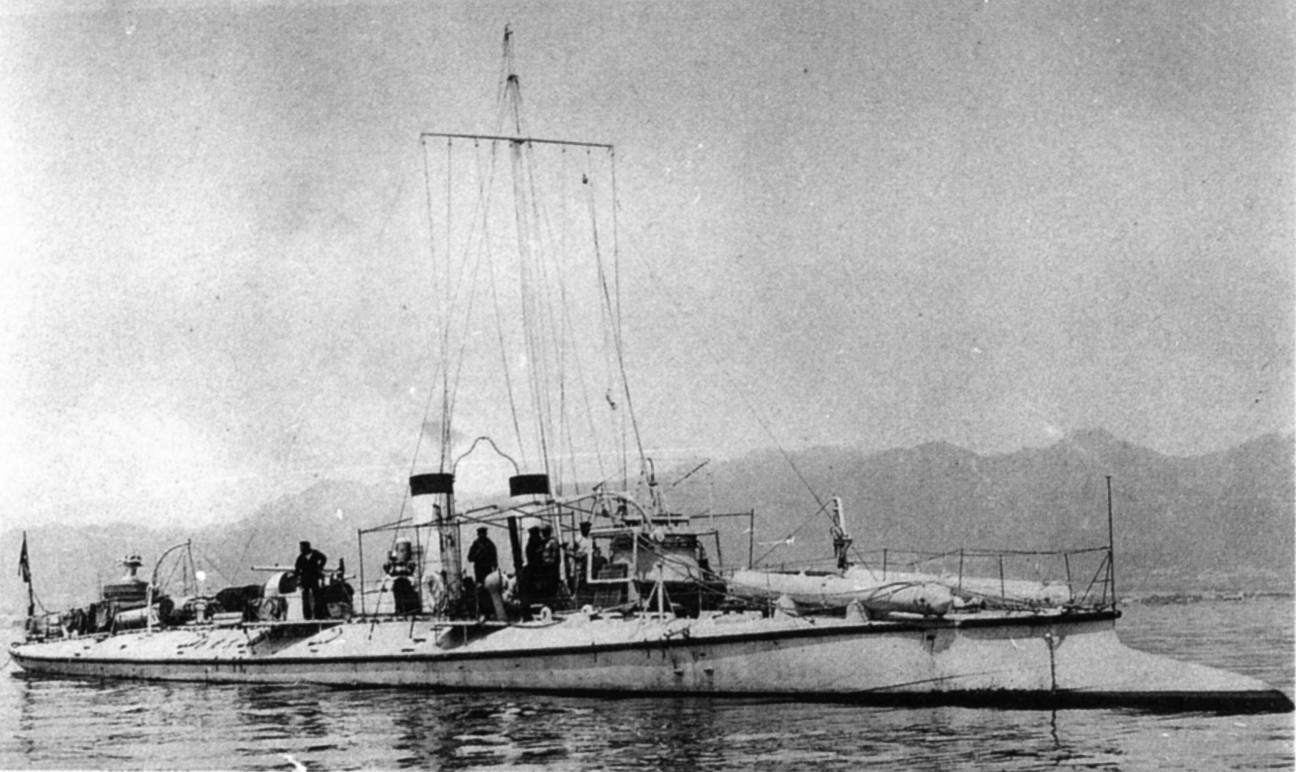
Contratorpedeiro japonês Kotaka - 1887.

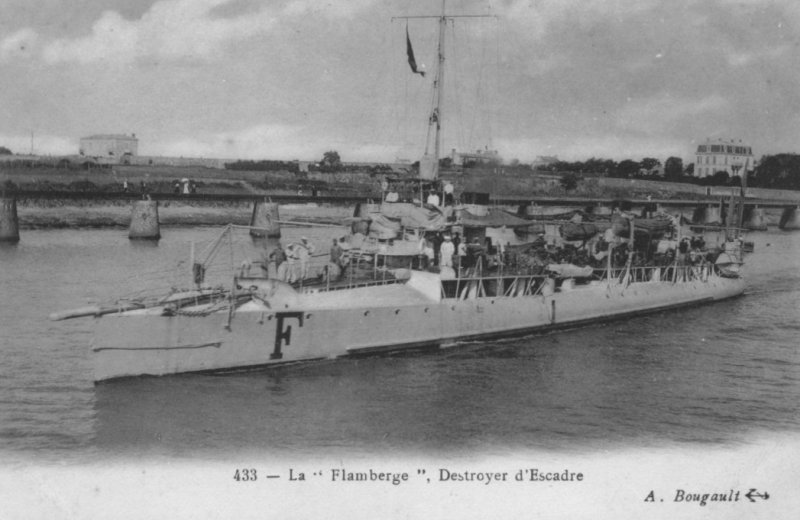
Contratorpedeiro de esquadra francês Flamberge - 1901.

A emergência e o desenvolvimento do contratorpedeiro, até à Segunda Guerra Mundial, relacionou-se, diretamente, com a invenção do torpedo automóvel, na década de 1860, por Ivan Luppis, oficial da marinha do Império Austro-Húngaro. Uma pequena força naval dispunha agora da possibilidade de destruir navios de guerra inimigos mais poderosos, através do, simples uso de pequenas lanchas a vapor para lançar-lhes torpedos. Foram construídos barcos rápidos, armados com torpedos, chamados torpedeiros.
Por alturas da década de 1880, os torpedeiros tinham evoluído para pequenos navios de 50 a 100 toneladas, suficientemente rápidos para escaparem aos navios de patrulha inimigos, mas, ainda assim, já com um peso considerável.
Inicialmente, considerava-se que uma esquadra de guerra só estaria em perigo de ser torpedeada, quando estivesse ancorada, mas à medida que foram sendo desenvolvidos torpedos mais rápidos e com maior alcance, o perigo estendeu-se para a navegação oceânica. Em resposta a esta nova ameaça foram construídos navios de patrulha mais armados, chamados de "torpedo catchers (apanhadores de torpedos)" pela Royal Navy britânica, que eram usados para escoltar a esquadra em alto mar. Uma vez que tinham que acompanhar a esquadra, estes navios tinham que ter a mesma capacidade oceânica e a mesma autonomia, tornando-se, necessariamente maiores. Estes navios passaram a ser classificados, oficialmente, como "destruidores de torpedeiros" ou "contratorpedeiros".
A partir do momento em que os contratorpedeiros se tornaram mais do que simples "apanhadores de torpedos" para guarda de ancoradouros, verificou-se que eles eram também o tipo de navio de guerra ideal para assumirem a própria função de torpedeiro. Os contratorpedeiros foram, então, armados com tubos lança-torpedos, além das peças de artilharia. Na época, e até à Segunda Guerra Mundial, praticamente, as únicas funções dos contratorpedeiros era a de proteção da sua própria esquadra contra ataques de torpedos inimigos e a realização desse tipo de ataques contra os navios inimigos.
O torpedeiro japonês Kotaka, encomendado em 1885, foi o precursor dos contratorpedeiros que apareceram na década seguinte. Projetado no Japão, os componentes do Kotaka foram pré-fabricados nos estaleiros ingleses da Yarrow Shipbuilders, sendo levados para o Japão, onde foram montados, com o lançamento do navio acontecendo em 1887. O Kotaka estava armado com quatro peças de tiro rápido de 37 mm e com seis tubos lança-torpedos, atingindo os 19 nós, era o maior torpedeiro da época com 203 t. Nos testes de mar, o navio demonstrou que podia ir além da sua função de defesa costeira e que seria capaz de seguir os navios maiores até ao alto mar.
Após a encomenda do Kotaka, em novembro de 1885, a Marinha Espanhola encomendou aos estaleiros ingleses de Clydebank, um navio destinado a combater torpedeiros, que seria construído de acordo com o conceito desenvolvido pelo seu oficial superior Fernando Villaamil. O navio, batizado de Destructor, foi lançado em 1886. O seu projeto era o de uma grande canhoneira-torpedeira, com 380 t de deslocamento, armada com uma peça de 90 mm Hontoria, quatro metralhadoras Nordenfelt de 57 mm, duas peças Hotchkiss de 37 mm e 3 tubos lança-torpedos Schwarskopf. Tinha uma guarnição de 60 homens e atingia os 22,5 nós de velocidade. Pela sua artilharia, velocidade, dimensões, concepção específica para caçar torpedeiros e capacidade oceânica, o Destructor é considerado o primeiro contratorpedeiro do mundo a ser construído.
Pensa-se que o Destructor influenciou a designação e o conceito dos contratorpedeiros desenvolvidos, posteriormente, pela Royal Navy. Pouco depois, esta marinha iniciou experiências com a classe Rattlesnake com 17 grandes contratorpedeiros, a primeira classe de navios projetados para combater torpedeiros.
Nos testes os Rattlesnake demonstraram ser, marginalmente, mais rápidos que os torpedeiros, mas não, suficientemente, rápidos para serem decisivos. Os primeiros navios britânicos a terem a designação, oficial, de "torpedo boat destroyers (TBD)" foram os dois navios da classe Havoc, lançados em 1893. Os Havoc dispunham de 240 t de deslocamento, uma velocidade de 27 nós e estavam armados com uma peça de 76 mm, três peças de 57 mm e três tubos lança-torpedos de 460 mm. Tanto a sua velocidade como a sua autonomia já lhes permitiam acompanhar a esquadra de guerra.
Em março de 1886, a Marine nationale francesa ordena que sejam montados quatro canhões-revólver de 37 mm nos seus Torpilleur nº 65 e Torpilleur nº 74, que passam a ser classificados como "contre-torpilleurs". A instalação acaba por ser feita no Torpilleur nº 68 que se torna no primeiro contratorpedeiro francês. Em 1888 também a canhoneira Gabriel-Charmes, armada com uma peça de 138,6 mm é convertida em contratorpedeiro, passando a ser o Contre-torpilleur nº 151. Em 1890 todos os contratorpedeiros franceses são reclassificados como "torpedeiros". A França volta a ter, oficialmente, contratorpedeiros, em 1896, quando os avisos-torpedeiros Cassini, D'Iberville e Casabianca são reclassificados como "contratorpedeiros de esquadra".

## Antes da Primeira Guerra Mundial

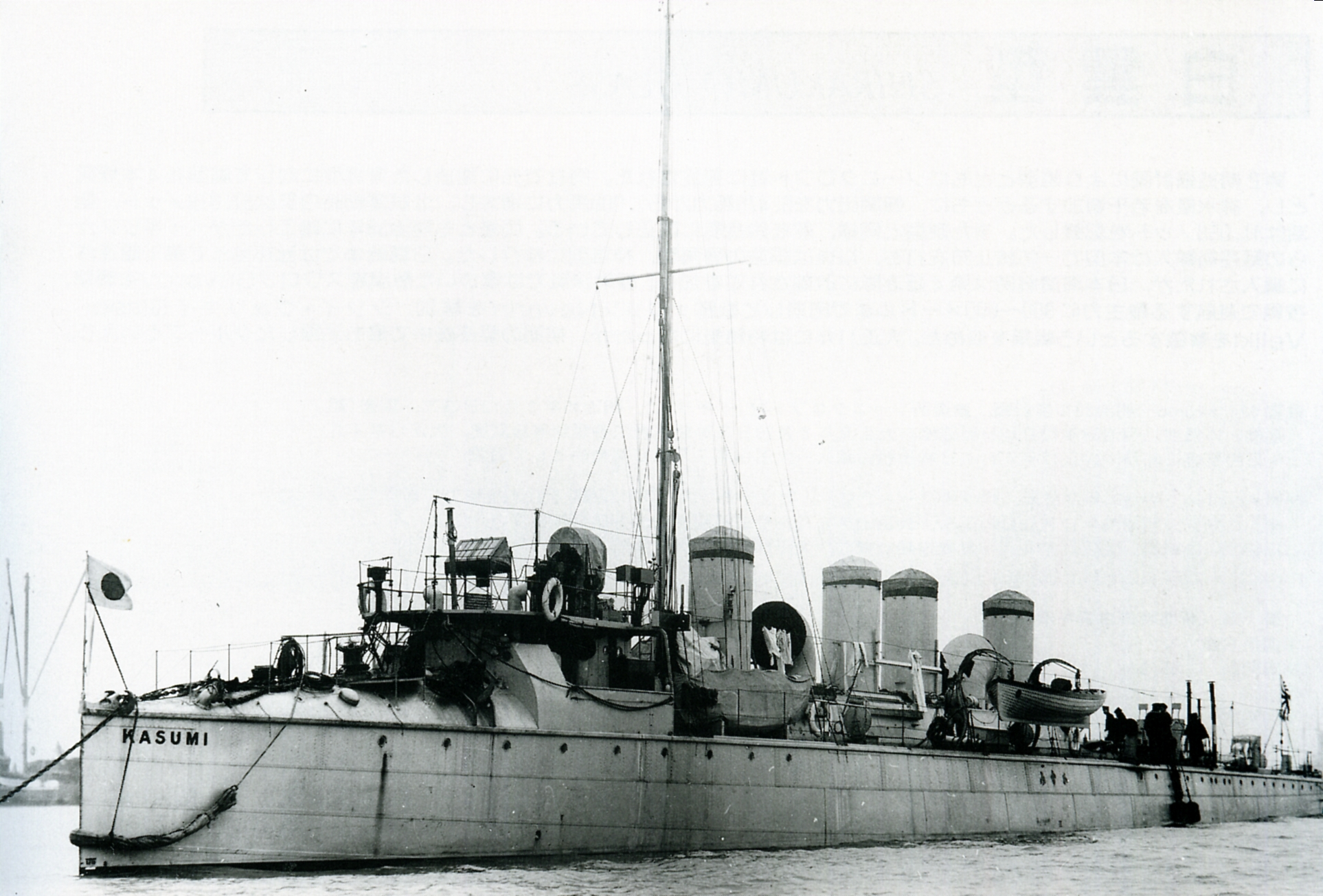
Contratorpedeiro japonês Kasumi - 1901.

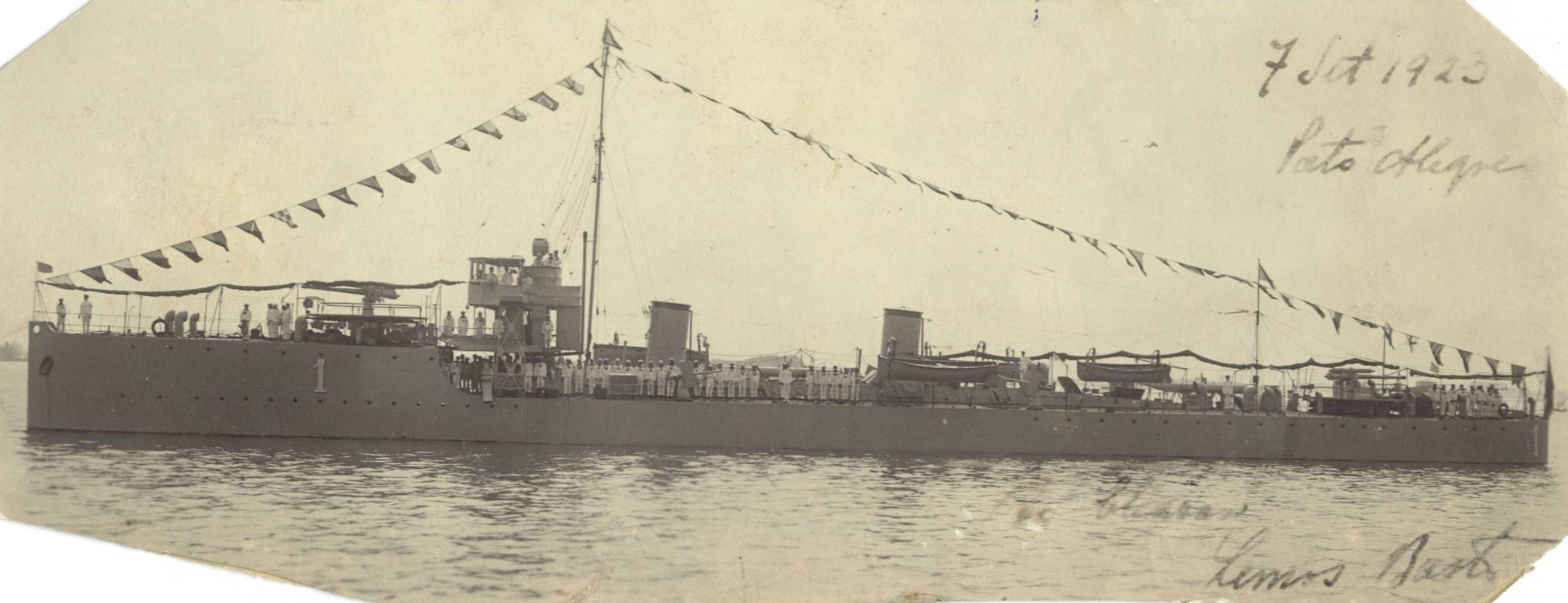
Contratorpedeiro brasileiro Amazonas - 1908.

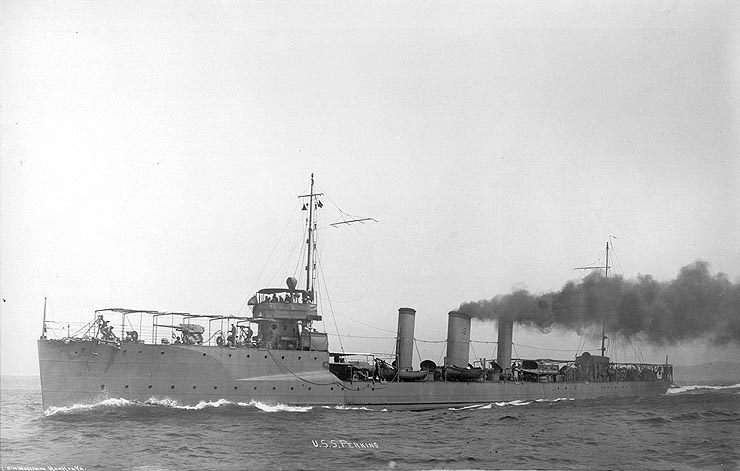
Contratorpedeiro USS Perkins - 1909.

O projeto do contratorpedeiro evoluiu, na passagem do século XIX para o século XX, com a adoção de novos conceitos e avanços tecnológicos. O primeiro foi a introdução da turbina a vapor. O navio britânico movido por turbina, Turbinia de 1897 apressou a Royal Navy a encomendar um protótipo de contratorpedeiro. O HMS Viper com este tipo de propulsão foi lançado em 1899. O Viper foi o primeiro navio de guerra do mundo propulsado por turbinas, atingindo a velocidade notável de 36 nós, nos testes de mar. Por volta de 1910 a turbina passou a ser amplamente adotada por muitas marinhas para as suas embarcações mais rápidas.
O segundo grande avanço foi a substituição do convés de avante fechado, em estilo "carapaça de tartaruga", típico dos torpedeiros, por um castelo de proa aberto e elevado, que permitia, não só uma maior capacidade para enfrentar o mar alto, mas também mais espaço por baixo do convés.
Os britânicos adotaram a propulsão a óleo nos contratorpedeiros da classe Tribal em 1905, mas voltaram ao carvão, na classe Beagle em 1909. Outros países também adotaram a propulsão a óleo, como os Estados Unidos com os seus contratorpedeiros da classe Paulding em 1909.
Foi seguido um projeto padrão quase igual para todos os contratorpedeiros. O casco passou a ser alongado e estreito, com um calado reduzido. A proa dispunha de um castelo elevado, sob o qual ficavam os alojamentos dos tripulantes que ocupava de 1/4 a 1/3 do comprimento do casco. A ré dos alojamentos da tripulação ficava a casa das máquinas com as várias caldeiras, máquinas e turbinas. No convés estavam montadas um ou duas peças de tiro rápido à proa, mais outras a meio-navio e à ré. Os tubos lança-torpedos, mais tarde instalados em lançadores múltiplos, estavam normalmente a meia nau.
Entre 1890 e 1914 os contratorpedeiros tornaram-se, visivelmente, maiores, passando das 300 t de deslocamento iniciais, para as comuns 1 000 t no início da Primeira Guerra Mundial. No entanto, os projetistas continuaram focalizados no objetivo da colocação das maiores máquinas possíveis no menor casco possível, resultando numa construção algo frágil. Os cascos eram, muitas vezes construídos com aço de apenas 30 mm de espessura.
Os primeiros contratorpedeiros eram barcos sobrelotados de tripulantes. Por exemplo, na classe Havoc os oficiais a dormiam nas cadeiras almofadadas da messe e não havia camas para os demais tripulantes. O vapor e a condensação também ajudavam a tornar as condições de habitabilidade muito difíceis.
Por volta de 1910 o torpedeiro a vapor, virou um barco redundante como um tipo separado de embarcação do contratorpedeiro. A Alemanha continuou, no entanto, a construir aquele tipo de torpedeiros até ao fim da Primeira Guerra Mundial. A Alemanha nunca distinguiu os torpedeiros dos contratorpedeiros, dando-lhes números de amura dentro da mesma série, não lhes dando nomes de batismo. O termo torpedeiro passou a ser dado, bastante mais tarde, a outro tipo, bastante diferente de embarcação, os torpedeiros hidroplanadores de alta velocidade, dos tipos S-Boote alemães, MTB britânicos, MAS italianos e PT norte-americanos da Segunda Guerra Mundial.
O propósito, inicial, do contratorpedeiro, era o de dar proteção contratorpedeiros, mas as marinhas começaram a apreciar a flexibilidade da rápida e multifuncional embarcação que resultou dali. A Royal Navy estabelecia como missões para os contratorpedeiros: reconhecimento avançado do percurso da esquadra quando existe a presença de torpedeiros, reconhecimento de uma costa hostil por onde a esquadra iria navegar, vigiar os portos inimigos de modo a molestar os seus torpedeiros e impedir o seu retorno à base e atacar a esquadra inimiga.
A primeira grande utilização do contratorpedeiro aconteceu durante o devastador ataque japonês à frota russa em Port Arthur, no início da Guerra Russo-Japonesa, em 1904. Três divisões de contratorpedeiros atacaram a frota russa no porto, disparando um total de 18 torpedos que danificaram gravemente, dois couraçados russos.

## Primeira Guerra Mundial

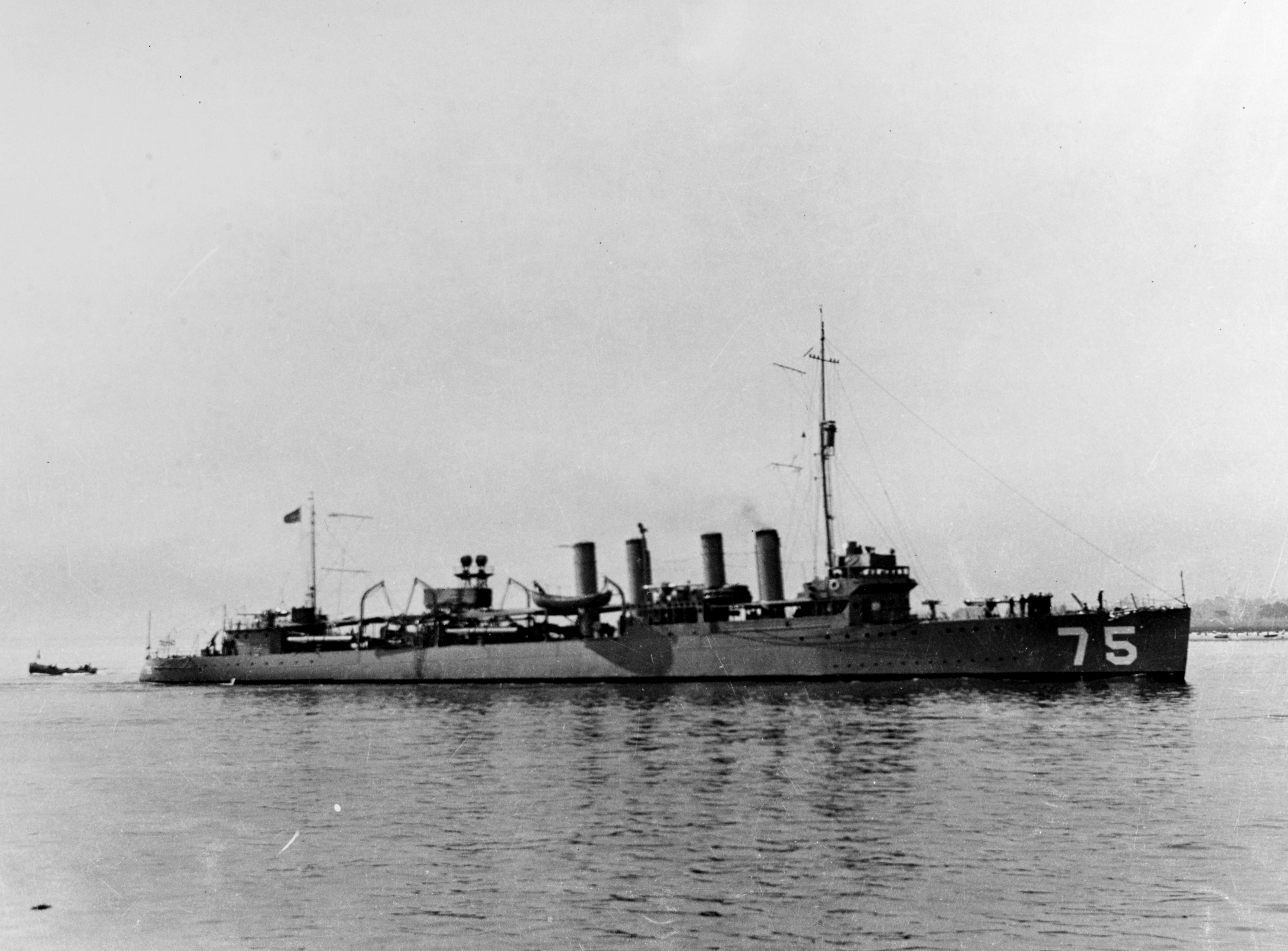
Contratorpeiro USS Wickes - 1917.

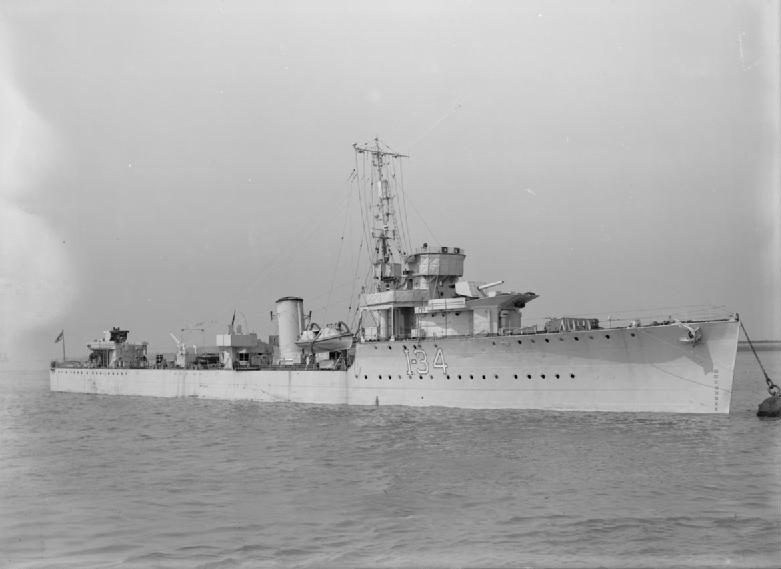
Contratorpedeiro HMS Velox da classe V - 1918.

Enquanto os embates entre navios capitais, foram raros, durante a Primeira Guerra Mundial, as unidades de contratorpedeiros estiveram, quase, continuamente, envolvidas em incursões e ações de patrulhamento. O primeiro tiro da guerra no mar, foi disparado a 5 de agosto de 1914 pelo HMS Lance, navio da 2ª Flotilha de Contratorpedeiros da Royal Navy, num combate com o lança-minas auxiliar alemão Köningin Louise. A primeira baixa naval britânica foi o HMS Amphion, navio cruzador ligeiro condutor da 3ª Flotilha de Contratorpedeiros, ao embater numa mina lançada pelo Köningin Louise.
Os contratorpedeiros estiveram envolvidos em escaramuças preparativas da Batalha de Heligolândia e desempenharam uma série de funções na Batalha de Galipoli, atuando como transportes de tropas e navios de apoio de fogo, bem como na sua função de reconhecimento em proveito da esquadra. Mais de 80 contratorpedeiros britânicos e 60 torpedeiros alemães tomaram parte na Batalha da Jutlândia, que incluiu várias ações entre navios pequenos e ataques temerários, por parte de contratorpedeiros desapoiados, contra navios capitais. A Batalha da Jutlândia foi concluída com uma confusa ação entre a Frota do Alto Mar alemã e parte da força britânica de contratorpedeiros de reconhecimento.
A ameaça evoluiu, na Primeira Guerra Mundial, com o desenvolvimento do submarino. Basicamente, o submarino era um torpedeiro com o potencial para se esquivar ao fogo inimigo e aproximar-se, debaixo de água, para disparar os seus torpedos. Os contratorpedeiros do início da guerra dispunham da velocidade e armamento para interceptar submarinos antes dos mesmos emergirem, quer através do fogo de peça quer através do abalroamento. Os contratorpedeiros também tinham um calado, suficientemente baixo para o tornar difícil de atingir com torpedos.
A necessidade de atacar submarinos debaixo de água levou ao rápido desenvolvimento do contratorpedeiro durante a guerra, os quais foram, rapidamente, equipados com proas reforçadas para o abalroamento, cargas de profundidade e hidrofones para identificarem alvos submarinos. O primeiro submarino vítima de um contratorpedeiro foi o alemão U-19, abalroado pelo HMS Badger a 29 de outubro de 1914. Enquanto o U-19 só ficou danificado, no mês seguinte, o U-18 foi afundado pelo contratorpedeiro HMS Garry. O primeiro afundamento através de carga de profundidade ocorreu a 4 de dezembro de 1916 quando o U-19 foi vítima do contratorpedeiro HMS Lewelly.
A ameaça submarina fez com que muitos contratorpedeiros tivessem que passar, grande parte do seu tempo, em patrulhas anti-submarinas. A partir do momento em que a Alemanha adotou a guerra submarina sem restrições, em janeiro de 1917, os contratorpedeiros foram chamados a escoltar comboios de navios mercantes. Os contratorpedeiros dos Estados Unidos estiveram entre as primeiras unidades militares norte americanas a ser enviadas depois da sua entrada na guerra. Até uma força de contratorpedeiros japoneses foi enviada para dar apoio aos Aliados no patrulhamento do Mediterrâneo. O patrulhamento estava longe de ser seguro, sendo 67 contratorpedeiros britânicos perdidos na guerra.
No final da guerra o estado da arte, em termos de contratorpedeiros, eram representados pelos navios britânicos das classes V e W.

## O Períodoentre-guerras

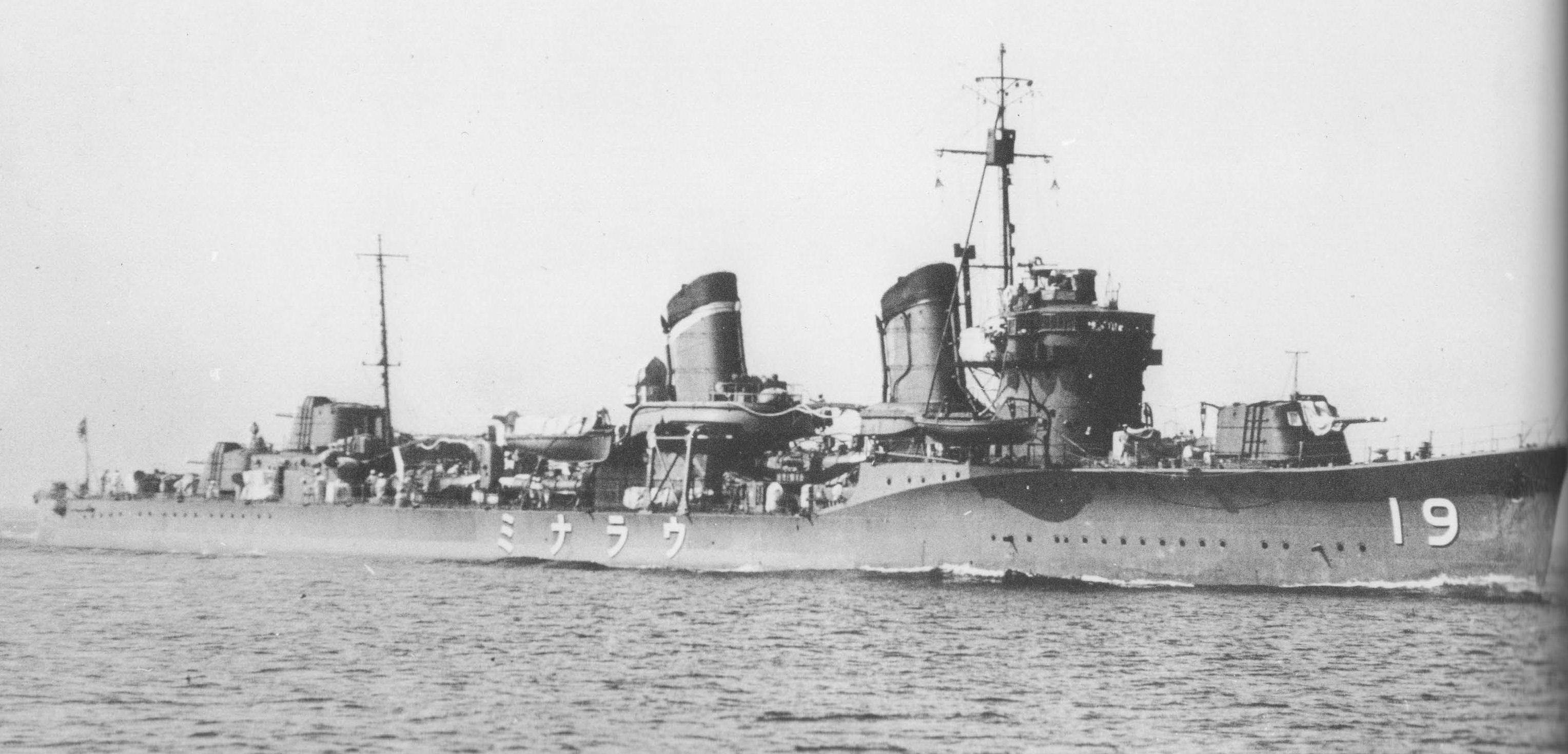
Contratorpedeiro japonês Fubuki - 1928.

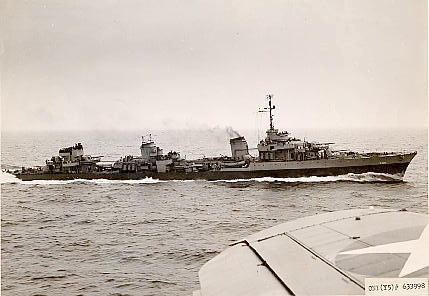
Contratorpedeiro francês Le Fantasque - 1935.

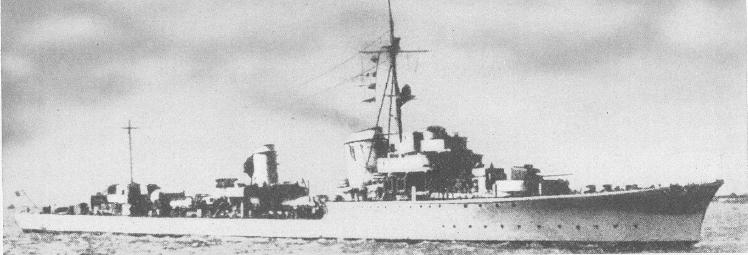
Contratorpedeiro alemão do tipo Zerstörer 1936A - 1938.

A tendência, durante a Primeira Guerra Mundial, tinha sido no sentido de contratorpedeiros maiores, com armamentos mais pesados. Um número de oportunidades de atingir navios capitais tinha sido desperdiçado pelo fato de os contratorpedeiros terem gasto todos os seus torpedos numa única salva inicial. Nas classes V e W britânicas, do final da guerra, tentou-se menorizar este problema com a instalação de seis tubos lança-torpedos, em dois lançadores triplos, em vez dos dois a quatro tubos de modelos anteriores. As classes V e W estabeleceram o padrão para a construção de contratorpedeiros na década de 1920.
Uma grande inovação surgiu com os contratorpedeiros japoneses da classe Fubuki, projetados em 1923 e entregues em 1928. O projeto destacou-se, inicialmente, pelo seu poderoso armamento de seis peças de 127 mm e três lançadores triplos de torpedos. A segunda série da classe dispunha de torres que permitiam, às suas peças, um ângulo elevado de tiro para defesa antiaérea e tinha instalados os torpedos do Tipo 93 de 240 mm, propulsados a oxigénio. Na classe Hatsuharu de 1931 o armamento de torpedos ainda foi mais melhorado, através do armazenamento dos torpedos de recarga à mão, perto da superestrutura, o que permitia o remuniciamento em 15 minutos.
A maioria das restantes potências marítimas respondeu, também, com navios maiores. Os contratorpedeiros norte-americanos da classe Porter adotaram peças duplas de 127 mm e os navios da, subsequente, classes Mahan e Gridley aumentaram o número de tubos lança torpedos para 12 e 16, respetivamente. No Mediterrâneo, a construção, pela Regia Marina italiana, dos muito rápidos cruzadores ligeiros da classe Condottieri apressou os franceses a produzirem projetos excepcionais de contratorpedeiros. Os franceses já há muito, tinham sido adeptos de grandes contratorpedeiros com a sua classe Chacal, de 1922, a deslocar 2 000 t e a levar peças de 130 mm. Três classes semelhantes foram produzidas na década de 1930. A classe Le Fantasque, lançada em 1935, levava cinco peças de 140 mm e nove tubos lança-torpedos e atingia uma velocidade de 45 nós o que, ainda hoje, é um recorde de velocidade, no âmbito de navios a vapor e de contratorpedeiros. Os contratorpedeiros italianos eram quase tão velozes, com a maioria dos projetos da década de 1930 a atingirem os 38 nós, levando ao mesmo tempo, torpedos e quatro ou seis peças de 120 mm.
A Alemanha recomeçou a construção de contratorpedeiros durante a década de 1930, como parte do programa de rearmamento de Hitler. Os alemães também eram adeptos dos grandes contratorpedeiros. No entanto, apesar dos contratorpedeiros iniciais, do tipo Zerstörer 1934, disporem de um deslocamento de mais de 3 000 t, o seu armamento era equivalente ao das embarcações menores. Isto mudou a partir dos contratorpedeiros do tipo Zerstörer 1936, que estavam já armados com peças pesadas de 150 mm. Os contratorpedeiros alemães também se caracterizavam pelo uso de máquinas inovadoras de vapor de alta pressão, que, apesar de melhorarem a sua eficiência, tinham frequentes problemas mecânicos.
A partir do momento em que os rearmamentos alemão e japonês se tornaram óbvios, as marinhas britânica e norte-americana focalizaram-se na construção de contratorpedeiros menores mas mais numerosos que os das outras nações. Os britânicos construíram uma série de contratorpedeiros com cerca de 1 400 t de deslocamento, com quatro peças de 127 mm e oito tubos lança-torpedos. Os contratorpedeiros norte-americanos da classe Benson de 1938 eram semelhantes em tamanho, mas levavam cinco peças de 127 mm e dez tubos lança-torpedos.
Apercebendo-se da necessidade de armamento mais pesado, em termos de peças de artilharia, os britânicos construiriam os contratorpedeiros da classe Tribal, em 1936. Estes navios deslocavam 1 850 t e estavam armados com oito peças de 127 mm em quatro torres duplas e com quatro tubos lança-torpedos. Esta classe foi seguida pelas classes J e L, que dispunham de seis peças de 127 mm em torres duplas e oito tubos lança-torpedos.
Os contratorpedeiros britânicos começaram também a serem equipados com os sensores anti-submarinos, dos quais se destacava o inovador sonar ASDIC. As armas anti-submarinas mantinham-se, quase semelhantes às da Primeira Guerra Mundial.
Durante as décadas de 1920 e 1930, os contratorpedeiros foram enviados, frequentemente, para áreas onde existiam tensões diplomáticas ou desastres humanitários. Em missões desse tipo, contratorpedeiros de vários países foram enviados para a China, para a Espanha e para as várias possessões coloniais.

## Segunda Guerra Mundial

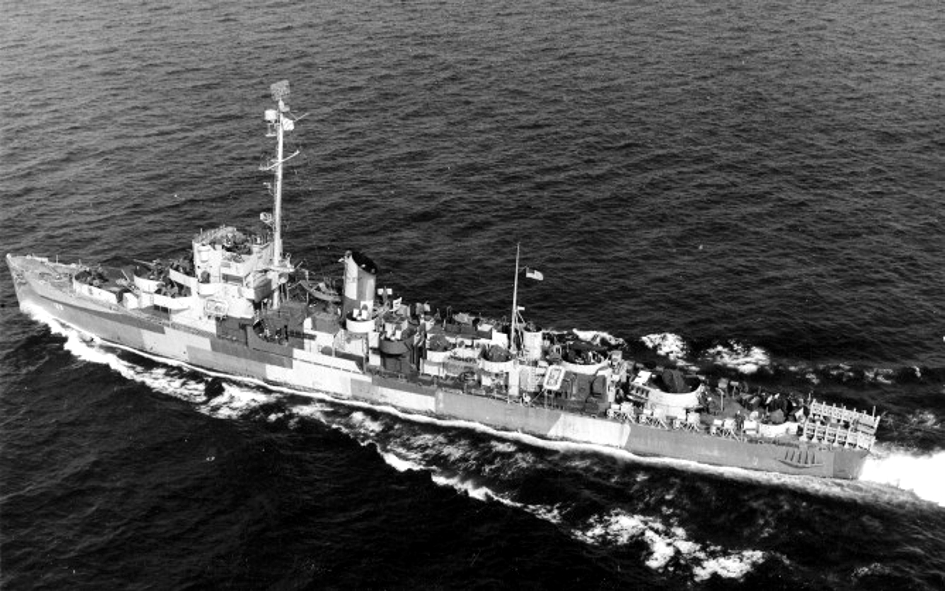
Escolta contratorpedeiro USS Edsall - 1943.

Por altura da Segunda Guerra Mundial as ameaças tinham, novamente evoluído. Os submarinos tornaram-se mais eficientes e as aeronaves tornaram-se em importantes plataformas de armas na guerra naval. Mais uma vez, as forças de contratorpedeiros foram apanhadas mal equipadas para lidar com estas novas ameaças.
Com o decorrer da guerra, os contratorpedeiros foram armados com novas armas antiaéreas, radares e armas anti-submarinas de lançamento para avante, além das já existentes peças ligeiras, cargas de profundidade e torpedos. Por esta altura, os contratorpedeiros tinham-se tornado em embarcações grandes e multifuncionais.
Agora, eram elas próprias alvos valiosos, e já não embarcações descartáveis para a proteção de outras mais importantes. Além disso, os contratorpedeiros tornaram-se num dos tipos de navios mais afundados, apesar de serem produzidos em grandes quantidades.
Isto levou ao desenvolvimento de um tipo mais económico de navio de escolta, especializado em luta anti-submarina, que seria empregue na proteção de comboios mercantes e outros alvos menos importante, resguardando os contratorpedeiros para a defesa da esquadra e de alvos prioritários. Estes novos escoltas económicos foram chamados "corvetas" e "fragatas" pela Royal Navy e destroyer escorts (escoltas contratorpedeiros) pela marinha dos Estados Unidos. Um programa semelhante, de escoltas económicos, foi desenvolvido pelo Japão, levando aos contratorpedeiros da classe Matsu. Os novos escoltas tinham o deslocamento e outras caraterísticas dos contratorpedeiros originais, a partir dos quais os contratorpedeiros contemporâneos tinham evoluído.

## Pós-guerra

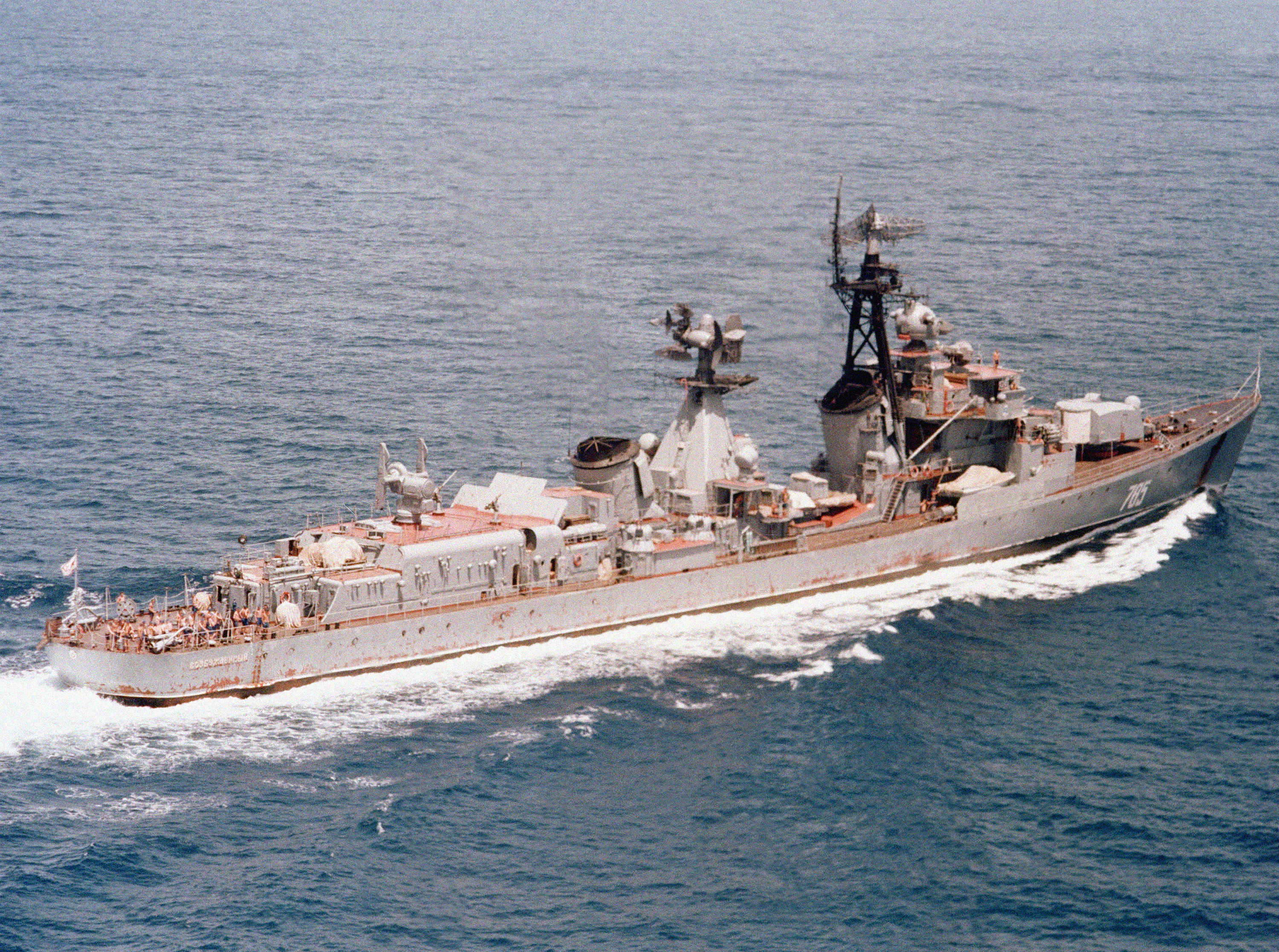
Contratorpedeiro soviético Vozbuzhdenyy da classe Kotlin - 1953.

Depois do final da Segunda Guerra Mundial, ainda na década de 1940 e na década de 1950, foram completadas algumas classes de contratorpedeiros convencionais, construídos com base na experiência ganha durante a guerra. Estes navios eram, significativamente maiores que os contratorpedeiros do tempo da guerra e tinham as armas principais completamente automáticas, além de radar, sonar e armas anti-submarinas, como o morteiro Squid. Exemplos destes contratorpedeiros foram as classes Daring britânica, Forrest Sherman norte-americana e Kotlin soviética.
Alguns contratorpedeiros antigos foram modernizados para a guerra anti-submarina e no sentido da extensão do seu período devida útil, como meio de evitar a dispendiosa construção de navios novos. Dois exemplos destas modernizações foram o Programa de Reabilitação da Frota (FRAM) dos EUA e o programa britânico de conversão de antigos contratorpedeiros das classes R, T, U, V, W e Z nas fragatas anti-submarinas do Tipo 15.
O advento do superfície-ar e do míssil superfície-superfície, no início da década de 1960 mudou, radicalmente, a guerra naval. Foram desenvolvidos os contratorpedeiros de mísseis guiados (DDG) para levarem estas armas e protegerem a esquadra de ameaças submarinas, aéreas e de superfície. Alguns exemplos foram os contratorpedeiros soviéticos da classe Kashin, os britânicos da classe County e os norte-americanos da classe Charles F. Adams.

## Atualidade

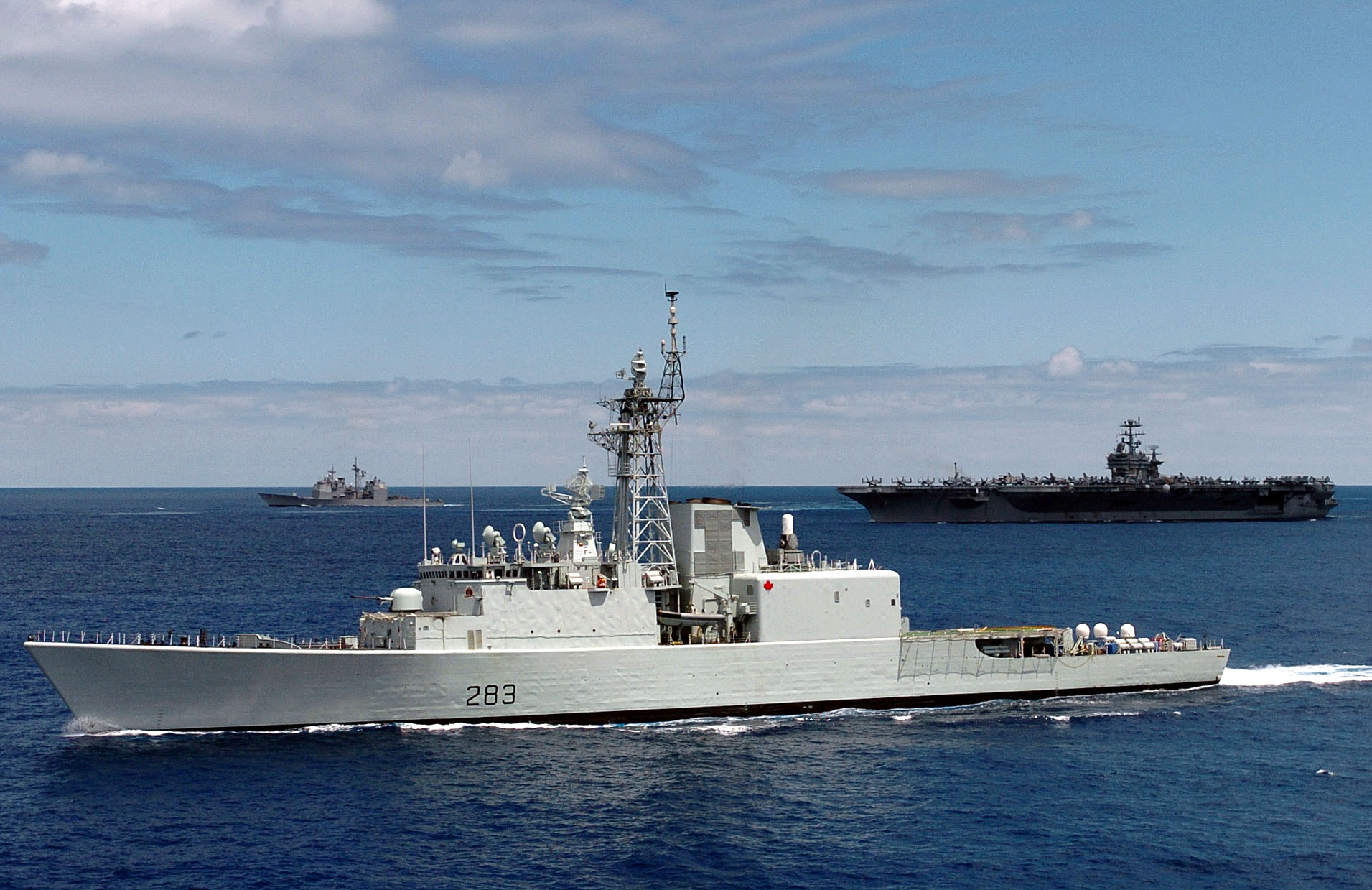
Contratorpedeiro HMCS Algonquin da classe Iroquois - 1971.

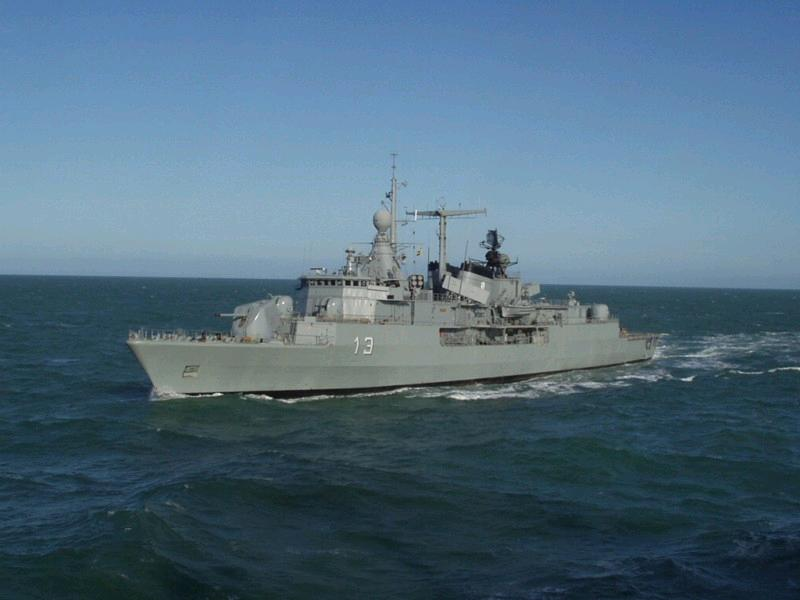
Contratorpedeiro ARA Sarandi da classe Almirante Brown - 1981.

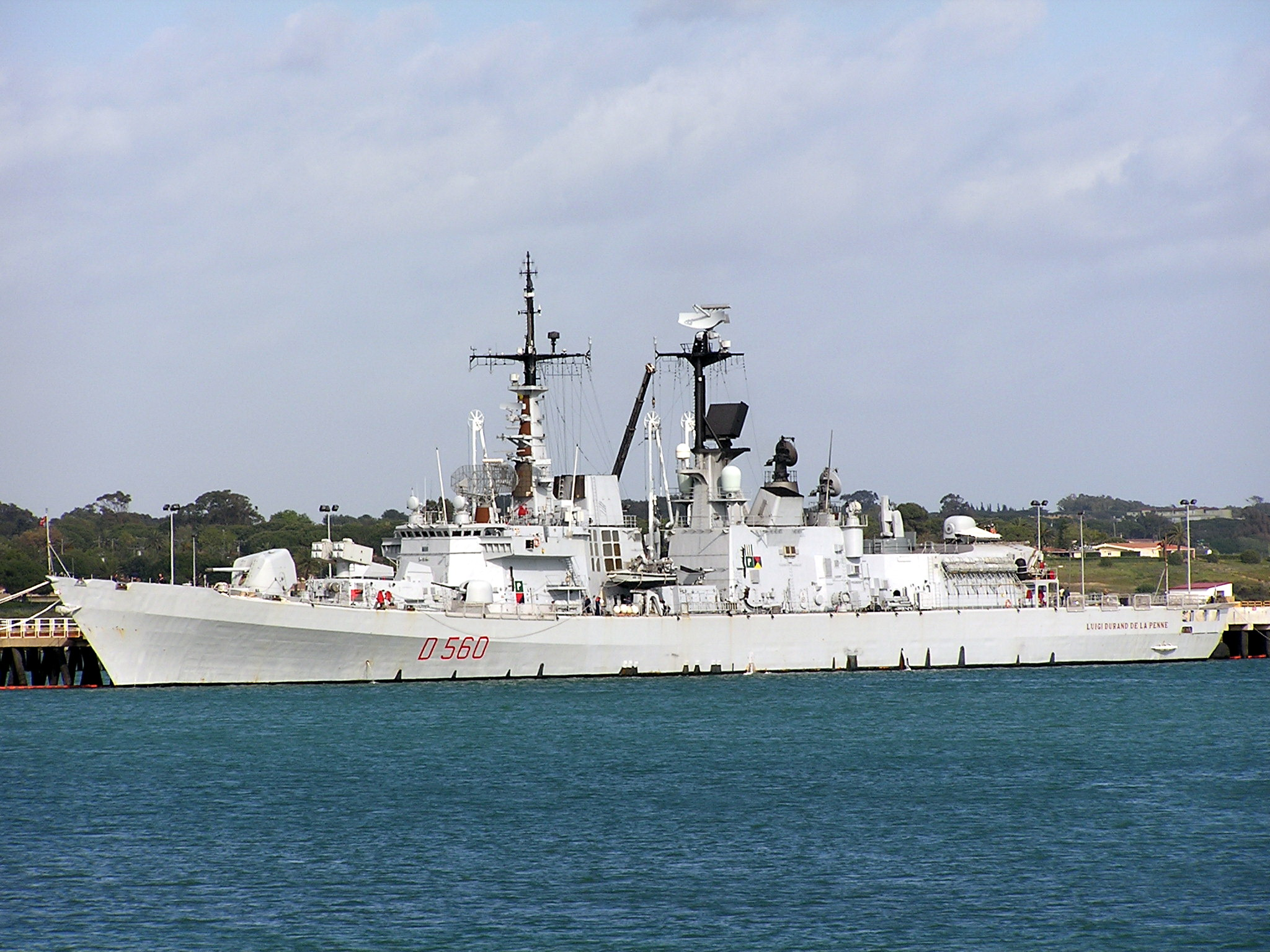
Contratorpedeiro italiano Luigi Durand de la Penne - 1989.

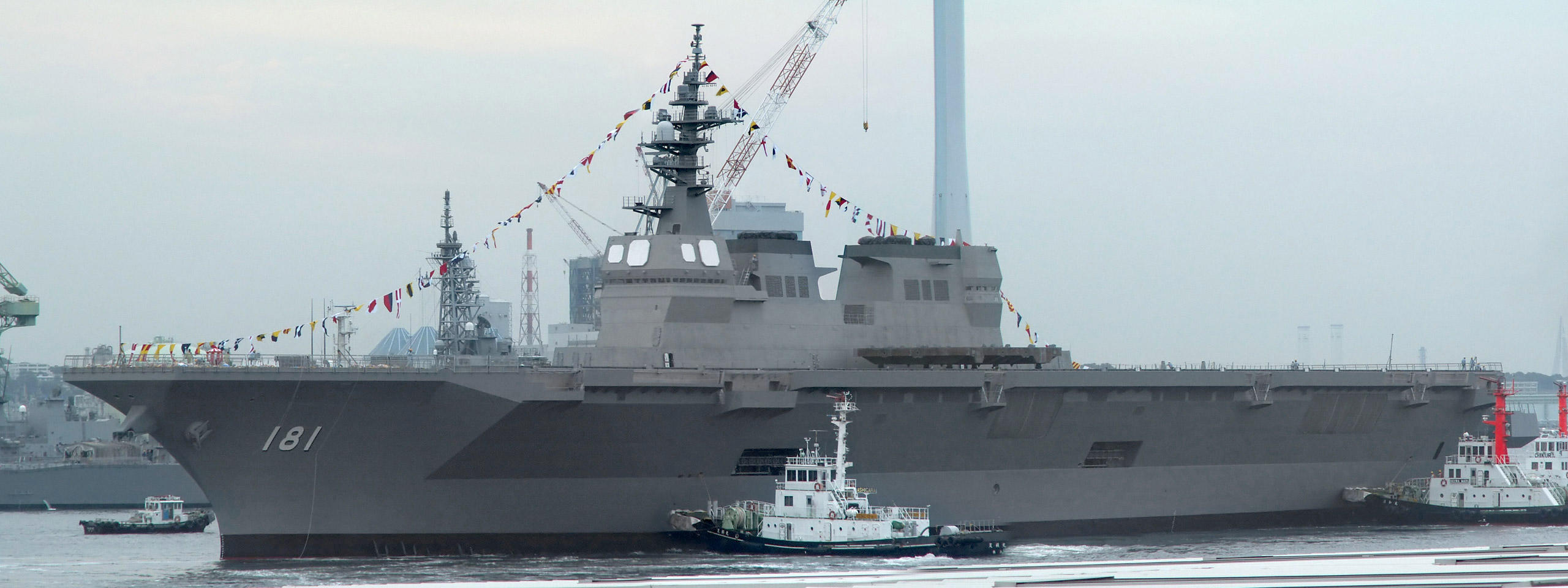
Contratorpedeiro porta-helicópteros japonês Hyuga - 2007.

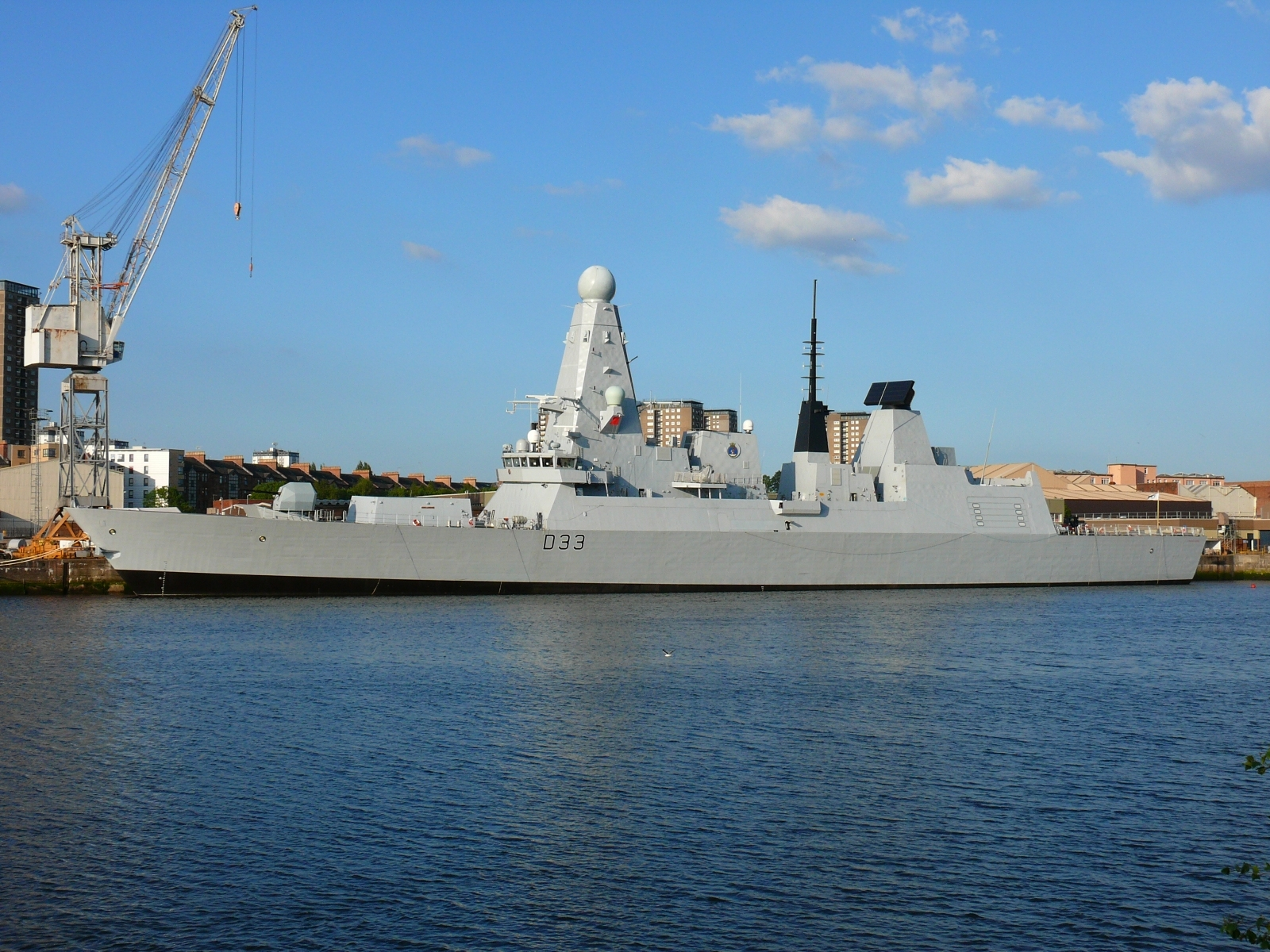
Contratorpedeiro HMS Dauntless da classe Daring - 2009.

A marinha da Rússia opera, atualmente, a classe Sovremenny de grandes contratorpedeiros multifunções de mísseis guiados, projetados a partir da década de 1960 e lançados em 1980, porém apenas 9 estão operacionais, dentre eles, 5 estão operacionais na marinha russa e 4 na marinha chinesa.
Estes navios eram classificados, pelos soviéticos, como BRK (Bolshoy Raketny Korabl - grande navio de foguetes), sendo equivalentes aos contratorpedeiros DDG da NATO. Os Sovremenny são propulsados através de fornalhas que lhes permitem atingir velocidades superiores a 30 nós. O seu armamento consiste em oito obsoletos mísseis antinavio SS-N-22, lançadores para mísseis antiaéreos SA-N-7 e duas torres duplas com peças automáticas de 130 mm, com capacidade para disparar granadas guiadas a laser.
Apesar de também transportarem tubos lança-torpedos de 533 mm e lança-foguetes anti-submarinos, a sua principal missão é o ataque a embarcações de superfície. Para o ataque a embarcações a curta distância os mísseis antiaéreos têm um modo especial anti-superfície, além de poderem ser usadas as peças de 450 mm, torpedos e ogivas nucleares.
Na Marinha dos Estados Unidos os contratorpedeiros destinam-se a operar em apoio dos grupos de batalha de porta-aviões, grupos de ação de superfície, grupos anfíbios e grupos de reabastecimento. Atualmente os EUA operam 62 contratorpedeiros AEGIS supermodernos da Classe Arleigh Burke, possuindo a maior e mais moderna esquadra desse tipo.
Os Estados Unidos classificaram os seus contratorpedeiros em dois tipos, sistema esse que foi também adoptado pela NATO e por outras marinhas. O primeiro tipo é o dos contratorpedeiros, com prefixo DD no seu número de amura, menos sofisticados, que se destinam a desempenhar, primariamente, funções de luta anti-submarina.
O segundo tipo é o dos contratorpedeiros de mísseis guiados, com o prefixo DDG, multifuncionais, com capacidades antiaéreas, anti-submarinas e anti-superfície. A recente introdução de mísseis de cruzeiro nos contratorpedeiros da marinha dos Estados Unidos permitiu uma ampla expansão do seu papel de ataque contra a costa. Como o peso econômico da operação de navios de combate de superfície mais pesados retirou, a maioria deles, do serviço ativo, as suas funções têm vindo a ser assumidas pelo contratorpedeiro levando ao crescimento do seu deslocamento. Um supermoderno contratorpedeiro da classe Arleight Burke tem o mesmo deslocamento que um cruzador ligeiro da Segunda Guerra Mundial.
A Força Marítima de Autodefesa do Japão tem ao seu serviço uma força de 18 contratorpedeiros modernos, de vários tipos e classes. Os contratorpedeiros japoneses seguem um sistema de classificação semelhante ao que estava em vigor nos Estados Unidos antes de 1975. Existem contratorpedeiros dos tipos: DDH, porta-helicópteros, que servem de navios-chefe das flotilhas de escoltas; DD, antissubmarino; DDG, antiaéreos de mísseis guiados e DDE, escoltas contratorpedeiros, usados para patrulhamento regional e escolta da navegação mercante. São operadas as classes Hyuga, Shirane e Haruna de DDG, as classes Takanami, Murasame, Asagiri e Hatsuyuki de DD, as classes Atago, Kongo, Hatazake e Tachikaze de DDG e as classes Abukuma e Yubari de DDE. Os DDH da classe Hyuga, lançados em 2007, são na verdade porta-aviões ligeiros de convés corrido, classificados de contratorpedeiros apenas para ultrapassar as restrições constitucionais que impedem o Japão de ter aquele tipo de navios. Com 18 000 t de deslocamento, o Hyuga deverá ser o maior navio a ser classificado como contratorpedeiro.
Atualmente, a Royal Navy opera sete contratorpedeiros do Tipo 42. Com a desativação das unidades maiores, sobretudo a partir da década de 1970, os contratorpedeiros e as fragatas tornaram-se, nos elementos principais da frota britânica. Os contratorpedeiros são otimizados para a defesa aérea e as fragatas para o combate de superfície e a luta anti-submarina. Os contratorpedeiros britânicos têm um deslocamento médio de cerca de 5 000 t, sendo armados com uma mistura de peças, de mísseis e de tubos lança-torpedos anti-submarinos. As peças usadas são as de 114 mm e as automáticas de curto alcance Vulcan Phalanx de 20 mm. Os mísseis são os Sea Dart. Todos os contratorpedeiros britânicos deverão ser substituídos pela nova classe Daring, cujos navios têm um deslocamento aproximado de 7 200 t.
A Marinha Canadiana opera, ainda, a classe Iroquois de contratorpedeiros antiaéreos de mísseis guiados porta-helicópteros. Lançados na década de 1970, os Iroquois foram os primeiros navios militares canadianos propulsados, inteiramente, a turbinas a gás. Os contratorpedeiros canadianos usam o sistema COGOG em que duas turbinas são usadas em velocidades de cruzeiro e, outras, duas - turbinas de impulso - para velocidades de até 29 nós. Este sistema já tinha sido usado pelos contratorpedeiros soviéticos da classe Kashin da década de 1960 e foi instalado, posteriormente, nos contratorpedeiros norte-americanos da classe Spruance.
Também a marinha do Exército Popular de Libertação chinês incorporou alguns contratorpedeiros, que se vieram somar aos Sovremenny russos, que já estavam ao seu serviço. Três novas classes e mais modernas chinesas foram lançadas, desde 2003, conhecidas por Luyang, Luyang II e Luzhou. As últimas duas estão armadas, respetivamente, com os mísseis chineses de defesa aérea de longo alcance HQ-9 e com os russos S-300.
A França opera os contratorpedeiros antiaéreos das classes Horizon e Cassard e os antissubmarino das classes Tourville e George Leygues. A Marine nationale deixou de usar o termo "contratorpedeiro" após a Segunda Guerra Mundial, classificando os navios desse tipo como "escoltadores de esquadra", ainda que usando o prefixo D de "destroyer" nos seus números de amura. Esta classificação foi, por sua vez, abandonada na década de 1990, passando os navios deste tipo a serem classificados como "fragatas", mas mantendo o prefixo D. Os navios de escolta menores - anteriormente classificados como "avisos-escoltadores" ou "escoltadores rápidos" - também são classificados como "fragatas" mas usam o prefixo F nos seus números de amura. Os contratorpedeiros franceses são navios com deslocamentos entre as 4 000 t e as 7 000 t. Os navios antiaéreos da nova classe Horizon, projetada em conjunto com a Itália e Reino Unido, lançada em 2005, com um deslocamento de 6 630 t, estão armados com mísseis superfície-ar ASTER, mísseis superfície-superfície Exocet, duas peças de 76 mm, duas peças antiaéreas de curto alcance de 20 mm e tubos lança-torpedos.
Algumas outras marinhas do mundo continuam a operar contratorpedeiros modernos. Destacam-se a da Itália com as suas classes Luigi Durand de la Penne e Orizzonte (versão italiana da Horizon), a da Índia com a sua classe Delhi e a da Argentina com a sua classe Almirante Brown.
Nas últimas décadas, tem vindo esbater-se a diferença clara entre contratorpedeiros e fragatas. A classificação de um navio como contratorpedeiro, como fragata e, mesmo como corveta ou como cruzador, tem vindo a obedecer, cada vez mais, a critérios políticos ou de tradição do que às caraterísticas específicas ou funções do navio. O exemplo claro disto, foi a radical reclassificação dos navios da Marinha dos Estados Unidos, em 1975, que entre outras alterações, levou a que navios, até aí considerados fragatas, passassem a ser reclassificados como cruzadores ou como contratorpedeiros. Na atualidade, a tendência de muitas marinhas é a de classificarem, universalmente, os seus escoltas oceânicos como fragatas, abandonando o uso do termo "contratorpedeiro". Dois exemplos disto são os navios espanhóis da classe Álvaro de Bazan, lançada em 2002 e os navios alemães da futura classe 125, que são classificados como fragatas, apesar de terem, respetivamente, deslocamentos de 6 250 t e 7 200 t, portanto, superiores aos da maioria dos anteriores navios classificados como contratorpedeiros.

## O contratorpedeiro no futuro
Os Estados Unidos planejam substituir os seus contratorpedeiros da classe Spruance  - último dos quais foi abatido ao serviço em 2001 - pela futura classe Zumwalt. A 1 de novembro de 2001 a Marinha dos Estados Unidos anunciou a emissão de uma proposta de revisão para o seu Programa do Futuro Combatente de Superfície. Anteriormente conhecido como DD 21, o programa passou a designar-se DD (X) para refletir, mais precisamente, o objetivo do programa, que é o de produzir uma família de navios de combate de superfície de tecnologia avançada e não apenas uma única classe de navios. Os navios da classe DD (X) ou Zumwalt estão planejados para serem muito maiores que os tradicionais contratorpedeiros, sendo quase 3 000 t mais pesados que os atuais cruzadores de 9 600 t da classe Ticonderoga e, assim, com maior deslocamento que a maioria dos cruzadores pesados da Segunda Guerra Mundial. O projeto irá, potencialmente, empregar armamento super avançado e um sistema integrado de propulsão totalmente elétrico. O programa de construção foi, contudo, reduzido temporariamente, subsequentemente, para duas embarcações. Com a retirada dos Spruance a Marinha dos Estados Unidos começou a introduzir uma variante super avançada dos Arleigh Burke com capacidades anti-submarinas adicionais.